# Lista över medaljörer vid olympiska vinterspelen 1928

## Backhoppning
| Gren   | Guld               | Silver             | Brons                          |
| Herrar | Alf Andersen Norge | Sigmund Ruud Norge | Rudolf Burkert Tjeckoslovakien |

## Bob
| Gren | Guld                                                                           | Silver                                                                     | Brons                                                                                   |
| Bob  | USA (USA II)Billy Fiske Clifford Gray Geoffrey Mason Richard Parke Nion Tucker | USA (USA I)Thomas Doe David Granger Jennison Heaton Lyman Hine Jay O'Brien | Tyskland (Tyskland II)Hans Heß Sebastian Huber Hanns Kilian Valentin Krempl Hanns Nägle |

## Hastighetsåkning på skridskor
| Gren         | Guld                                               | Silver                                             | Brons                                                     |
| 500 meter    | Bernt Evensen Norge Clas Thunberg Finland          | Ingen silvermedaljör                               | John Farrell USA Jaakko Friman Finland Roald Larsen Norge |
| 1 500 meter  | Clas Thunberg Finland                              | Bernt Evensen Norge                                | Ivar Ballangrud Norge                                     |
| 5 000 meter  | Ivar Ballangrud Norge                              | Julius Skutnabb Finland                            | Bernt Evensen Norge                                       |
| 10 000 meter | Tävlingen avbröts på grund av att isen blev dålig. | Tävlingen avbröts på grund av att isen blev dålig. | Tävlingen avbröts på grund av att isen blev dålig.        |

## Ishockey
| Gren   | Guld | Silver | Brons |
| Herrar | KanadaCharles Delahey Frank Fisher Louis Hudson Norbert Mueller Herbert Plaxton Hugh Plaxton Roger Plaxton John Porter Frank Sullivan Joseph Sullivan Ross Taylor David Trottier | SverigeCarl "Calle Aber" Abrahamsson Emil Bergman Birger Holmqvist Gustaf "Lulle" Johansson Henry Johansson Nils "Björnungen" Johansson Ernst Karlberg Erik "Burret" Larsson Bertil Linde Wilhelm Petersén Kurt Sucksdorff Sigfrid Öberg | SchweizGiannin Andreossi Mezzi Andreossi Robert Breiter Louis Dufour Charles Fasel Albert Geromini Fritz Kraatz Arnold Martignoni Heini Meng Anton Morosani Luzius Rüedi Richard Torriani |

## Konståkning
| Gren          | Guld                                | Silver                             | Brons                                  |
| Singel herrar | Gillis Grafström Sverige            | Willy Böckl Österrike              | Robert Van Zeebroeck Belgien           |
| Singel damer  | Sonja Henie Norge                   | Fritzi Burger Österrike            | Beatrix Loughran USA                   |
| Par           | Frankrike Andrée Joly Pierre Brunet | Österrike Lilly Scholz Otto Kaiser | Österrike Melitta Brunner Ludwig Wrede |

## Längdskidåkning
| Gren         | Guld                       | Silver                 | Brons                    |
| 18 kilometer | Johan Grøttumsbråten Norge | Ole Hegge Norge        | Reidar Ødegaard Norge    |
| 50 kilometer | Per-Erik Hedlund Sverige   | Gustaf Jonsson Sverige | Volger Andersson Sverige |

## Nordisk kombination
| Gren   | Guld                       | Silver                 | Brons              |
| Herrar | Johan Grøttumsbråten Norge | Hans Vinjarengen Norge | Jon Snersrud Norge |

## Skeleton
| Gren     | Guld                | Silver          | Brons                         |
| Skeleton | Jennison Heaton USA | John Heaton USA | David Carnegie Storbritannien |